# ディエゴ・バレート
ディエゴ・ダニエル・バレート・カセレス（Diego Daniel Barreto Cáceres、1981年7月16日 - ）は、パラグアイ出身のサッカー選手。ポジションはGK。
パラグアイ代表選手であるエドガル・バレートは実弟。

## 経歴
2004年に開催されたアテネオリンピックで銀メダル獲得に貢献した。
2007年にアルゼンチンのニューウェルズ・オールドボーイズに移籍するが、出場機会を確保することが出来ず、1年でパラグアイに戻った。

## 代表歴

### 出場大会
- パラグアイ代表
  - 2010 FIFAワールドカップ

### 試合数
- 国際Aマッチ 23試合 0得点（2004年-2016年）[1]

| パラグアイ代表 | 国際Aマッチ | 国際Aマッチ |
| 年             | 出場        | 得点        |
| -------------- | ----------- | ----------- |
| 2004           | 2           | 0           |
| 2005           | 0           | 0           |
| 2006           | 0           | 0           |
| 2007           | 0           | 0           |
| 2008           | 0           | 0           |
| 2009           | 0           | 0           |
| 2010           | 2           | 0           |
| 2011           | 7           | 0           |
| 2012           | 5           | 0           |
| 2013           | 3           | 0           |
| 2014           | 0           | 0           |
| 2015           | 0           | 0           |
| 2016           | 4           | 0           |
| 通算           | 23          | 0           |

## タイトル

### クラブ
セロ・ポルテーニョ
- リーガ・パラグアージャ - 2004, 2005, 2009前期

### 代表
パラグアイ代表U-23
- オリンピック -　2004